# Mojca Zlokarnik
Mojca Zlokarnik je akademska slikarka in grafičarka, izredna profesorica in urednica, * 3. junij 1969, Ljubljana

## Življenje in delo
Na Akademiji za likovno umetnost in oblikovanje, Univerza v Ljubljani je leta 1993 diplomirala iz slikarstva. Leta 1995 je končala podiplomski študij slikarstva pri prof. Metki Krašovec in magistrirala iz grafike pri prof. Lojzetu Logarju  (1998) prav tako na ALUO v Ljubljani. Študijsko se je izpopolnjevala v Pragi, New Yorku, Parizu, Bolgariji, Nemčiji in na potovanjih. 

Ustvarja na področju slikarstva in umetniške grafike. Njeno primarno izrazno sredstvo je barva. Med tem ko natančno sopostavlja barvne ploskve in črte v ravnih linijah, popolnoma svobodno kombinira najrazličnejše barve in odtenke, da vedno znova ustvarja še nevidene kombinacije, ki magično vibrirajo in začarajo naš pogled. Čeprav so njene slike abstraktne in analitične, izbrane barvne kombinacije odkrivajo njeno iskrivo naravo in lirična razpoloženja. Na področju grafike raziskuje izrazne možnosti papirja.
Redno samostojno razstavlja in sodeluje na skupinskih razstavah v Sloveniji in po svetu. 

Od leta 2001 do 2015 je bila odgovorna urednica strokovne revije Likovne besede. Zdaj je članica uredniškega odbora. Za Likovne besede je napisala več uvodnikov in intervjujev z umetniki ter drugih člankov.

Od leta 2009 je sourednica zbirke Ljubljana osebno, alternativni vodič.

Na Visoki šoli za umetnost, Univerza v Novi Gorici poučuje likovno teorijo; je ena od mentoric Tečaja grafičnih tehnik v MGLC, Ljubljana.
Na Pedagoški fakulteti Univerze v Mariboru je gostujoča profesorica za predmet risba.

## Izbor samostojnih razstav
- 2016 – Mesto in barva / City and Colour, v nastajanju / in progress, Ljubljana
- 2015 – Tri barve / Three Colours, Galerija Krško / Krško Gallery, Krško
- 2015 – Hommage Franu Veselu / Hommage to Fran Vesel, Galerija ZDSLU, Ljubljana
- 2014 – Don’t Be Afraid, You are The Best, Kibla Portal, Maribor
- 2013 – Objekti strmenja / Gazing Objects, Galerija Murska Sobota, Murska Sobota
- 2013 – Produkcija 2010-2012, MGLC, Ljubljana
- 2011 – Personae, Galerija Instituta Jožef Stefan, Ljubljana
- 2009 – Žarenje / Glowing, Galerija Božidar Jakac, Kostanjevica na Krki
- 2008 – Mali Benares, Hloa / Small Benares, Chloe, Galerija Equrna, Ljubljana
- 2007 – Mali Benares / Small Benares, Galerija Miklova hiša, Ribnica
- 2006 - KunstVerein Ahlen, Ahlen, Nemčija
- 2004 - Kako ujeti materialnost preden se razblini v nič, Galerija Loža, Koper in Galerija M, Celovec, Avstrija
- 2003 - Podobe na papirju , Peterokotni stolp, Ljubljanski grad, Ljubljana in Kako ujeti materialnost preden se razblini v nič, Šivčeva hiša, Radovljica
- 2000 - Grafike / Prints, Galerija  Meduza, Koper in Papirnate slike / Paper Paintings, Galerija Equrna, Ljubljana
- 1999 - Galerija Knjižnice Cirila Kosmača, Tolmin
- 1997 - Slovenie + France, Galerie Du Bellay, (s C. Petit), Rouen, Francija  in Najti sebe v drugem (z C. Petit), KUD France Prešeren, Ljubljana
- 1996 - Hiša galerija, Maribor
- 1994 - Kapelica - Galerija K4, Ljubljana
- 1993 - Glejte, primite, pojejte jo – sliko, (z M. Licul in K. Toman), Galerija Equrna, Ljubljana

## Nagrade
- 2016 - Nominacija za nagrado / Nomination for Queen Sonja Print Award, Norveška
- 2005 - Nagrada Majskega salona, Slovenija
- 2000 - Častno priznanje, 5. svetovni trienale grafike majhnega formata, Chamaliéres, Francija
- 1998 - Odkupna nagrada, DLW Aktiengesellschaft; Bietingheim-Bissingen, Nemčija
- 1998 - Odkupna nagrada, 11th Tallinn Print Triennial, Estonija
- 1996 - Prva nagrada za animirani film: Krhkost najlepših teorij, I. Festival neodvisnega filma in videa Slovenije